# Lagocephalus laevigatus
Lagocephalus laevigatus är en fiskart som först beskrevs av Carl von Linné 1766.  Lagocephalus laevigatus ingår i släktet Lagocephalus och familjen blåsfiskar. Inga underarter finns listade i Catalogue of Life.